# 1992 PP6
1992 PP6 är en asteroid i huvudbältet som upptäcktes den 5 augusti 1992 av den belgiske astronomen Henri Debehogne och den spanske astronomen Álvaro López-García vid La Silla-observatoriet.
Den har den diameter på ungefär 6 kilometer.